# Dorados de Sinaloa
El Club Deportivo Dorados de Sinaloa, conocido como los Dorados de Sinaloa o simplemente Dorados, es un club de fútbol mexicano, fundado el 8 de agosto de 2003 por Eustaquio de Nicolás y Valente Aguirre en Culiacán, Sinaloa que actualmente juega en la Liga de Expansión MX. Jugaba de local en el Estadio Banorte, pero debido una orden de la Liga de Expansión MX por problemas de seguridad en el estado de Sinaloa, desde octubre del 2024 juega de local temporalmente en el Estadio Caliente, en Tijuana, Baja California. Su nombre hace referencia al pez marino llamado dorado, el cual figura en su escudo.

## Historia
Culiacán, Sinaloa, un lugar acostumbrado a festejar los hits y las carreras de los Tomateros de Culiacán, se convirtió abruptamente en la sede de los Dorados de Sinaloa. Fue el 8 de agosto de 2003 cuando el balompié de la Primera División 'A' de México hizo su aparición en territorio sinaloense, cuando Eustaquio de Nicolás y Valente Aguirre anunciaron la creación de los Dorados.

### El primer ascenso a la Primera División de México
Antes de iniciar su participación en el Torneo Apertura 2003 de la Primera División 'A' de México, la directiva sinaloense tenía prevista la consecución del ascenso hasta tres o cuatro años más tarde, sin embargo, la escuadra dirigida por Juan Carlos Chávez accedió a la final el 20 de diciembre de 2003. Los sinaloenses alcanzaron su primer título al vencer con gol de oro de Guadalupe Castañeda a los Cobras de Ciudad Juárez. Durante el torneo de clausura, el campeón sinaloense se mantuvo en las primeras posiciones y volvió hasta la final. El León se impuso por dos a uno en el global y obligó a que se disputara una nueva serie entre ambos para definir cuál de los dos ascendería a la Primera División de México. El primer partido terminó con un empate a dos goles en el Estadio León. En el segundo partido; en el minuto ochenta, Roberto Domínguez marcó el tanto que selló el ingreso a la Primera División por primera vez en su historia, convirtiéndose en el primer equipo de la zona noroeste de México en jugar en dicha división (años después ascenderían los Xolos de Tijuana).

### Debut en Primera División: Torneo Apertura 2004
El 15 de agosto de 2004, los Dorados de Sinaloa debutaron en la Primera División, enfrentando al América en el Estadio Azteca siendo derrotados; Jared Borgetti y Andrés Orozco consiguieron los primeros goles del equipo en Primera División. El 21 de agosto de 2004, en el Estadio Banorte se logró el primer triunfo de los Dorados de Sinaloa. Con un par de goles de Jared Borgetti, los Dorados vencieron por 2 goles a 1 al Santos Laguna. Sin embargo, el sistema de competencia en el fútbol mexicano por mantenerse en la Primera División y los escasos resultados satisfactorios marcaron la salida de Guimaraes y José Luis Real asumió la dirección técnica. Los problemas porcentuales de Dorados eran severos y su plantel no parecía tener la capacidad para revertir la situación. Aunado a esto, la actuación de los Tecos de la UAG en las primeras jornadas provocó que la batalla por no descender fuera una exclusividad del Puebla y los Dorados. 

### Torneo Clausura 2005: La salvación
Tras las siete fechas iniciales del Clausura 2005, los Dorados registraban apenas cinco unidades obligando la renuncia como director técnico de José Luis Real, quien pasó a ocupar el puesto de director deportivo. Carlos Bracamontes fue designado por la directiva como el sustituto de Real, ligó cuatro victorias y dos empates en seis enfrentamientos. 
En la penúltima jornada del Clausura 2005, se jugaba la permanencia, donde los sinaloenses tenían que enfrentar al Atlas y era una gran oportunidad al saber que el Puebla había perdido 2-1 contra  los Tiburones Rojos de Veracruz, por lo que era obligación empatar o ganar el partido para asegurar la permanencia; Ya en el partido y a pesar de que el Atlas tenía la ventaja gran parte del partido con un 2-0, el equipo de Sinaloa empezó a reaccionar con los goles de Andrés Orozco y Pedro Iarley, todavía se mantenía la vela de la salvación pero no era suficiente; un solo gol era la diferencia. Sorpresivamente, con un disparo potente fuera del área por parte de Aurelio "El Negro" Molina sobre el final de partido, el equipo del Gran Pez logró la hazaña al ganar 3-2 a los rojinegros. Con este resultado, el Puebla descendería y los Dorados se mantendrían en la máxima categoría por otro año más.

### Apertura 2005 y Clausura 2006; los grandes fichajes y el Descenso
Después de salvarse y mantener la categoría, la directiva se encargó de que se adquirieran refuerzos fundamentales en cada una de las líneas para el Apertura 2005; así llegaron jugadores como Ángel "Matute" Morales, el regreso de Guadalupe Castañeda y de Sebastián "El Loco" Abreu, este último debutó con la escuadra sinaloense en plan goleador contra el Atlante, anotando sus 2 primeros goles el 30 de julio de 2005. En ese torneo consiguió el título de goleo individual con 11 anotaciones, hecho que repetiría en el torneo siguiente (Clausura 2006). Por otro lado, los Dorados en las primeras 7 jornadas no estaban ofreciendo un buen fútbol por lo que la directiva contrata al técnico español Juan Manuel Lillo que sustituiría a Jesús Bracamontes en la jornada 8 y con él en el banquillo, el equipo empezó a ver mejoría y se quedó a solo 4 puntos de poder acceder a la liguilla por el título, pero en ese torneo hizo buena cosecha de puntos para pensar de nuevo en la salvación para el próximo torneo que vendría.
Para el Clausura 2006, los Dorados pasan por una de las etapas más difíciles de su corta existencia, a pesar de contar con la misma base del torneo anterior y con un refuerzo de lujo como Pep Guardiola, famoso jugador español que terminó retirándose con el club. Los Dorados empezaron bien el campeonato, e incluso se llegaba a pensar que Sinaloa tendría liguilla por primera vez en su historia por el buen juego que estaban desplegando; pero en los últimos partidos el equipo empezó a perder puntos importantes, cosa que el Club San Luis (recién ascendido y rival directo en el descenso) empezó a aprovechar después de un inicio tan turbio e incierto. Es hasta la última jornada del torneo donde los Dorados definen su situación ante los Pumas de la UNAM en el Estadio Banorte. A pesar del esfuerzo y la lucha dentro de la cancha, lamentablemente terminó el juego con un empate de 0-0 y combinándose con el triunfo de último minuto del Club San Luis sobre el Atlas por 2-1, los sinaloenses descienden por primera vez a la entonces Primera División 'A' de México.
El equipo de los Dorados tiene el "récord" de ser el equipo que más rápido ha ascendido de la Primera División 'A' de México, a la Primera División, desde su fundación; lo consiguió en tan solo un año (dos temporadas). Se combinaron diferentes circunstancias y después de permanecer durante 4 torneos en la máxima división mexicana, el equipo de los Dorados descendió a la División de Ascenso para el torneo Apertura 2006.

### Campeones Copa MX 2012
Tras una pausa de 15 años, el Torneo de Copa en México regresó en 2012, con la denominación de Copa MX, con lo que los Dorados participaron por primera vez en la competencia, y conquistaron el título al vencer en tanda de penales 5-4 a los Correcaminos de la UAT, tras empatar a 2 goles en tiempo reglamentario, con un gol de último momento de Alfredo Frausto, el arquero de los Dorados, siendo así el primer campeón procedente de una segunda división profesional en México (Ascenso MX) en ganar la Copa MX (en 1970, el Torreón había sido el único club de la Segunda División de México que llegó a la final), y el primero bajo este nuevo formato. A su vez, los Dorados consiguieron el primer título mayor en su historia, ya que sus otros títulos que ostentan son de la Segunda División.

### Segundo Ascenso y regreso a la Liga Bancomer MX
Desde su descenso en el Apertura 2006, el equipo intentó regresar en algunas ocasiones a la Primera División de México. Tuvo su momento al disputar la Gran Final del Ascenso 2006 - 2007 contra la franja del Puebla (la cual ascendió este último) y tres subcampeonatos (Apertura 2007, Clausura 2008, Apertura 2012) dentro del Ascenso MX; a pesar de esto el cuadro sinaloense siguió siendo un animador del circuito de plata. En el Clausura 2015 se coronó campeón al derrotar al Atlético San Luis con marcador global de 3-1 ganando medio boleto y el derecho de ascender a la máxima categoría.
En la Gran Final del Ascenso se enfrentó al Necaxa que fue campeón del Torneo Apertura 2014. En el partido de ida realizado el 16 de mayo de 2015, en el Estadio Banorte de Culiacán, terminaron con empate 1-1; el gol de los Dorados fue por conducto de Raúl Enríquez y por el conjunto hidrocálido anotó el hondureño Roger Rojas. En el partido de vuelta celebrado el 23 de mayo de 2015 en el Estadio Victoria de Aguascalientes, con dos anotaciones del mismo Raúl Enríquez casi a punto de concluir el partido y con el marcador 2-0 (3-1 en el marcador global), el equipo sinaloense se coronó Campeón del Ascenso y consiguió el ascenso a la Liga MX después de 9 años de ausencia. 

### Segundo descenso
Tras los malos resultados de los Dorados, se decide contratar a José Guadalupe Cruz para poder sacar al equipo a flote consiguiendo solamente 3 victorias ,2 empates y 5 derrotas a la Jornada 14. Finalmente, solo bastó con la derrota del club sinaloense en la jornada 14 por marcador de 5 a 2 contra los Tigres en el Estadio Universitario, la cual oficializa su descenso a la división de plata para la Temporada 2016-2017, después de haber permanecido solo un año en la Liga Bancomer MX.

### Cuarto Título Ascenso MX
Al finalizar el torneo Apertura 2016, el club termina en la 5a posición logrando calificar a la liguilla, en cuartos de final supera al equipo de Potros U.A.E.M., y en semifinales deja atrás al conjunto de los Mineros de Zacatecas. Finalmente, vence en la final al conjunto del Atlante para así lograr su cuarta estrella en la división de plata.
| 51 |  | Bandera de Argentina      | Gaspar Servio      |
| 50 |  | Bandera de México         | Oliver Ortiz       |
| 55 |  | Bandera de México         | Elio Castro        |
| 57 |  | Bandera de México         | Carlos Pinto       |
| 58 |  | Bandera de México         | Alan Mendoza       |
| 67 |  | Bandera de México         | Juan Pablo Meza    |
| 47 |  | Bandera de México         | Marco Arguelles    |
| 70 |  | Bandera de Estados Unidos | Joe Corona         |
| 75 |  | Bandera de Ecuador        | Vinicio Angulo     |
| 56 |  | Bandera de Argentina      | Pablo Torres       |
| 59 |  | Bandera de Argentina      | Gabriel Hachen     |
|    |  |                           |                    |
| 49 |  | Bandera de México         | Miguel García      |
| 63 |  | Bandera de México         | Luis Trujillo      |
| 44 |  | Bandera de México         | Sergio Quiroz      |
| 68 |  | Bandera de Estados Unidos | Fernando Arce      |
| 43 |  | Bandera de Ecuador        | Brayan de la Torre |
| 71 |  | Bandera de Uruguay        | Mathías Cardacio   |
| 41 |  | Bandera de México         | Daniel Hernández   |
|    |  |                           |                    |
| 53 |  | Bandera de México         | Christian Torres   |
| 83 |  | Bandera de México         | José López         |
| 52 |  | Bandera de Brasil         | Judvan de Almeida  |
| 60 |  | Bandera de México         | José Cárdenas      |
| 45 |  | Bandera de Nigeria        | Mark Tanko         |
| 69 |  | Bandera de México         | Alberto García     |
| 42 |  | Bandera de Argentina      | Alan Arario        |
| 84 |  | Bandera de México         | Johan Mendivil     |
|    |  |                           |                    |
| DT |  | Bandera de Argentina      | Gabriel Caballero  |

## Uniforme

### Uniformes actuales
- Uniforme local: Camiseta blanca con líneas horizontales doradas, pantalón y medias blancas.
- Uniforme visitante: Camiseta negra con escamas doradas, pantalón y medias negras.
- Uniforme alternativo:

| Local | Visita |  |

### Uniformes de Porteros
|  |  |

|  |  |

|  |  |

|  |  |

|  |  |

|  |  |

|  |  |

|  |  |

| Primer Uniforme |

|  |  |

|  |  |

|  |  |

|  |  |

|  |  |

|  |  |

### Uniformes Anteriores
| Primer Uniforme |

| Uniformes Anteriores | Uniformes Anteriores | Uniformes Anteriores | Uniformes Anteriores | Uniformes Anteriores | Uniformes Anteriores | Uniformes Anteriores | Uniformes Anteriores | Uniformes Anteriores | Uniformes Anteriores | Uniformes Anteriores | Uniformes Anteriores |
| -------------------- | -------------------- | -------------------- | -------------------- | -------------------- | -------------------- | -------------------- | -------------------- | -------------------- | -------------------- | -------------------- | -------------------- |
| 2021-2022            |                      |                      |                      |                      |                      |                      |                      |                      |                      |                      |                      |
| Local                | Visita               |                      |                      |                      |                      |                      |                      |                      |                      |                      |                      |
| 2020-2021            |                      |                      |                      |                      |                      |                      |                      |                      |                      |                      |                      |
| Local                | Visita               |                      |                      |                      |                      |                      |                      |                      |                      |                      |                      |
| 2019-2020            |                      |                      |                      |                      |                      |                      |                      |                      |                      |                      |                      |
| Local                | Visita               | Alternativo          |                      |                      |                      |                      |                      |                      |                      |                      |                      |
| 2018-2019            |                      |                      |                      |                      |                      |                      |                      |                      |                      |                      |                      |
| Local                | Visita               | Alternativo          | Especial             |                      |                      |                      |                      |                      |                      |                      |                      |
| 2016-2017            |                      |                      |                      |                      |                      |                      |                      |                      |                      |                      |                      |
| Local                | Visita               | Alternativo          |                      |                      |                      |                      |                      |                      |                      |                      |                      |
| 2015-2016            |                      |                      |                      |                      |                      |                      |                      |                      |                      |                      |                      |
| Primer Uniforme      | Segundo Uniforme     | Tercer Uniforme      |                      |                      |                      |                      |                      |                      |                      |                      |                      |
| 2014-2015            |                      |                      |                      |                      |                      |                      |                      |                      |                      |                      |                      |
| Primer Uniforme      | Segundo Uniforme     | Tercer Uniforme      |                      |                      |                      |                      |                      |                      |                      |                      |                      |
| 2013-2014            |                      |                      |                      |                      |                      |                      |                      |                      |                      |                      |                      |
| Primer Uniforme      | Segundo Uniforme     | Tercer Uniforme      |                      |                      |                      |                      |                      |                      |                      |                      |                      |
| 2012-2013            |                      |                      |                      |                      |                      |                      |                      |                      |                      |                      |                      |
| Primer Uniforme      | Segundo Uniforme     | Tercer Uniforme      |                      |                      |                      |                      |                      |                      |                      |                      |                      |

### Proveedores y patrocinadores
A continuación se mostrará los proveedores y patrocinadores que ha tenido el equipo desde su creación, en su paso por el Ascenso MX y la Liga MX.
| Período         | Proveedor         |
| --------------- | ----------------- |
| 2003            | Bandera de México |
| 2004            | Marval Sports     |
| 2004 - 2005     | Number/Euroteam   |
| 2005 - 2006     | Bandera de España |
| 2006 - 2008     | Bandera de México |
| 2008 - 2011     | Bandera de México |
| 2011            | Bandera de México |
| 2012            | Bandera de México |
| 2013            | Bandera de Italia |
| 2013 - 2015     | Silver Sport      |
| 2015 - presente | Bandera de México |

| Período         | Patrocinador |
| --------------- | ------------ |
| 2003 - Presente | Coppel       |

Otros patrocinadores:
- Caliente
- SuKarne
- Carl's Jr.
- Kynetick
- LG
- Electrolit
- Megacable
- Explanada Malltertainment
- Nutella
- Jif

## Estadio

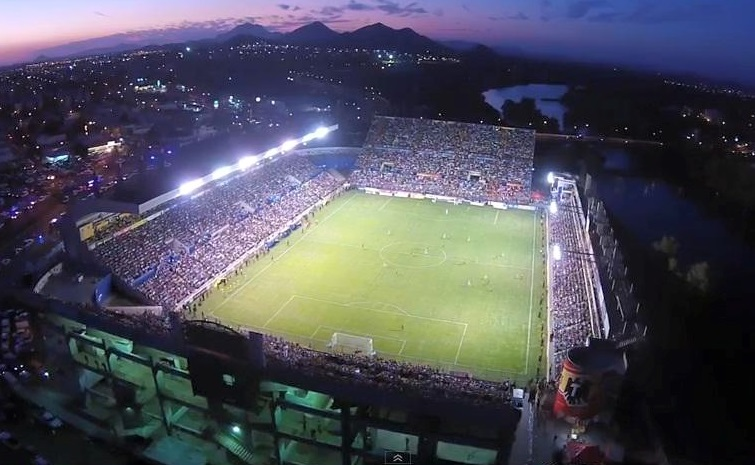
Estadio Banorte.

Los Dorados de Sinaloa juegan como equipo local en el Estadio Dorados que es relativamente nuevo y pequeño estadio con una capacidad de 23.000 asientos. Este estadio se encuentra en Culiacán, Sinaloa, y se utiliza principalmente para partidos de fútbol y como campo del equipo de los Dorados de Sinaloa. El estadio fue construido en tres meses, que es un récord mundial. El primer gol fue realizado por el delantero Héctor Giménez.
- Fecha de inauguración: 8 de agosto de 2003.
- Partido inaugural: Dorados 4-2 Cobras de Ciudad Juárez.
- Autor del primer gol: Héctor Giménez.
- Año de construcción: 2003, en un tiempo récord de 3 meses.
- Capacidad: 23.000 aficionados.
- Se decidió nombrarlo Estadio Carlos González y González (actualmente, Estadio Dorados) en honor a la persona que cedió ese terreno.

## Jugadores

### Altas y bajas: Apertura 2025
| Altas               | Altas         | Altas            | Altas           |
| Jugador             | Posición      | Procedencia      | Tipo            |
| ------------------- | ------------- | ---------------- | --------------- |
| Jonathan Vaal       | Portero       | Querétaro F.C.   | Fin de préstamo |
| Geonathan Barrera   | Portero       | Club Tijuana     | Préstamo        |
| Rodrigo Parra       | Defensa       | Club Tijuana     | Préstamo        |
| Ángel Ramírez       | Defensa       | Querétaro F.C.   | Préstamo        |
| Emiliano Velazco    | Defensa       | Club Tijuana     | Préstamo        |
| Salvador Manríquez  | Defensa       | Celaya F.C.      | Libre           |
| Luis Arcadio García | Mediocampista | Club Puebla      | Libre           |
| Aldieri Valenzuela  | Mediocampista | Club Tijuana     | Fin de préstamo |
| Martín Sol          | Mediocampista | Querétaro F.C.   | Préstamo        |
| Diego Araujo        | Mediocampista | Querétaro F.C.   | Préstamo        |
| Jaime Álvarez       | Mediocampista | Club Tijuana     | Préstamo        |
| Emilio Sánchez      | Mediocampista | Atlético Morelia | Libre           |
| Jhan Rengifo        | Delantero     | Atlético Morelia | Libre           |
| Diego Martínez      | Delantero     | Querétaro F.C.   | Préstamo        |
| Emanuel Ley         | Delantero     | Club Tijuana     | Préstamo        |
| Leonardo Vargas     | Delantero     | Club Tijuana     | Fin de préstamo |

| Bajas           | Bajas         | Bajas            | Bajas           |
| Jugador         | Posición      | Destino          | Tipo            |
| --------------- | ------------- | ---------------- | --------------- |
| Luis Villegas   | Portero       | Querétaro F.C.   | Traspaso        |
| José Castro     | Portero       | Club Tijuana     | Fin de préstamo |
| Josué Reyes     | Defensa       | Club Tijuana     | Traspaso        |
| David Osuna     | Defensa       | Club Tijuana     | ?               |
| Juan Martínez   | Defensa       | Neza F.C.        | ?               |
| José Peralta    | Mediocampista | Club Jaiba Brava | Traspaso        |
| Manuel Carrillo | Mediocampista | Ensenada F.C.    | ?               |
| Jesús Hernández | Delantero     | Querétaro F.C.   | Fin de préstamo |
| Leonardo Vargas | Delantero     | Club Tijuana     | Préstamo        |
| Jordan Rezabala | Delantero     | Neftchi Baku PFK | Fin de contrato |
| Franco Neira    | Delantero     | Bandera de ?     | Fin de contrato |

### Goleadores históricos
| #  | Jugador              | Total |
| -- | -------------------- | ----- |
| 1  | Vinicio Angulo       | 40    |
| 2  | Raúl Zúñiga          | 38    |
| 3  | Héctor Giménez       | 38    |
| 4  | Raúl Enríquez        | 24    |
| 5  | Sebastián Abreu      | 22    |
| 6  | Roberto Nurse        | 19    |
| 7  | Carlos Casartelli    | 17    |
| 8  | Pablo Gabriel Torres | 17    |
| 9  | Cuauhtémoc Blanco    | 16    |
| 10 | Gabriel Hachen       | 15    |
| 10 | Rodrigo Prieto       | 15    |

## Palmarés

### Torneos oficiales
| Competición nacional     | Títulos                                                    | Subcampeonatos                                                                           |
| ------------------------ | ---------------------------------------------------------- | ---------------------------------------------------------------------------------------- |
| Copa MX (1/0)            | Apertura 2012.                                             |                                                                                          |
| Ascenso MX (4/6)         | Apertura 2003, Clausura 2007, Clausura 2015, Apertura 2016 | Clausura 2004, Apertura 2007, Clausura 2008, Apertura 2012, Apertura 2018, Clausura 2019 |
| Campeón de Ascenso (2/2) | 2003-04, 2014-15.                                          | 2006-07, 2016-17.                                                                        |

### Torneos Fuerzas Básicas
- 'Tercera División De Mexico De Filiales': 2020-2021.

### Torneos internacionales amistosos
- Subcampeón de la Copa Ricard: 2006.

### Trofeos amistosos
- Trofeo IMSS 70 Aniversario: 2013.

## Temporadas
| Apertura 2003              | 2.Ascenso MX           | (Campeón)                  |         |
| Clausura 2004              | 2.Ascenso MX           | (Final) (Ascenso)          |         |
| Apertura 2004              | 1.Liga MX              | 17o. General               |         |
| Clausura 2005              | 1.Liga MX              | 8o. General                |         |
| Apertura 2005              | 1.Liga MX              | 14o. General               |         |
| Clausura 2006              | 1.Liga MX              | 8o. (Descenso)             |         |
| Apertura 2006              | 2.Ascenso MX           | 10o.GI: 21o. General       |         |
| Clausura 2007              | 2.Ascenso MX           | (Campeón)                  |         |
| Apertura 2007              | 2.Ascenso MX           | 2o.GI: 3o. General (Final) |         |
| Clausura 2008              | 2.Ascenso MX           | 1o.GI: 1.º General (Final) |         |
| Apertura 2008              | 2.Ascenso MX           | 8o.GI: 23o. General        |         |
| Clausura 2009              | 2.Ascenso MX           | 2o.General(Cuartos)        |         |
| Apertura 2009              | 2.Ascenso MX           | 5o.(Cuartos)               |         |
| Clausura 2010              | 2.Ascenso MX           | 12o.                       |         |
| Apertura 2010              | 2.Ascenso MX           | 12o.                       |         |
| Clausura 2011              | 2.Ascenso MX           | 8o.(Cuartos)               |         |
| Apertura 2011              | 2.Ascenso MX           | 14o.                       |         |
| Clausura 2012              | 2.Ascenso MX           | 11o.                       |         |
| Apertura 2012              | 2.Ascenso MX           | 7o.(Final)                 | Campeón |
| Clausura 2013              | 2.Ascenso MX           | 9o.                        | Grupos  |
| Apertura 2013              | 2.Ascenso MX           | 8o.                        | Grupos  |
| Clausura 2014              | 2.Ascenso MX           | 7o.(Cuartos)               | Cuartos |
| Apertura 2014              | 2.Ascenso MX           | 11o.                       | Grupos  |
| Clausura 2015              | 2.Ascenso MX           | 2o.(Campeón)(Ascenso)      | Grupos  |
| Apertura 2015              | 1.Liga MX              | 18o.                       | Grupos  |
| Clausura 2016              | 1.Liga MX              | 16o.(Descenso)             | Grupos  |
| Apertura 2016              | 2.Ascenso MX           | 5o. (Campeón)              | Grupos  |
| Clausura 2017              | 2.Ascenso MX           | 2o. (Semifinal)            | Grupos  |
| Apertura 2017              | 2.Ascenso MX           | 12o.                       | Grupos  |
| Clausura 2018              | 2.Ascenso MX           | 2o. (Semifinal)            | Grupos  |
| Apertura 2018              | 2.Ascenso MX           | 7°. (Final)                | Octavos |
| Clausura 2019              | 2.Ascenso MX           | 5°. (Final)                | Cuartos |
| Apertura 2019              | 2.Ascenso MX           | 9°.                        | Cuartos |
| Clausura 2020              | 2.Ascenso MX           | 11°. (Cancelado)           | Cuartos |
| Guard1anes 2020            | 2.Liga de Expansión MX | 13°.                       | -       |
| Guard1anes Clausura 2021   | 2.Liga de Expansión MX | 9°. (Reclasificación)      | -       |
| Grita México Apertura 2021 | 2.Liga de Expansión MX | 1.° (Semifinal)            | -       |
| Grita México Clausura 2022 | 2.Liga de Expansión MX | 13°.                       | -       |
| Apertura 2022              | 2.Liga de Expansión MX | 5°. (Reclasificación)      | -       |
| Clausura 2023              | 2.Liga de Expansión MX | 18°.                       | -       |
| Apertura 2023              | 2.Liga de Expansión MX | 14°.                       | -       |
| Clausura 2024              | 2.Liga de Expansión MX | 13°.                       | -       |
| Apertura 2024              | 2.Liga de Expansión MX | 8°. (Cuartos)              | -       |
| Clausura 2025              | 2.Liga de Expansión MX | 13°.                       | -       |

## Entrenadores
En 2012 dirigió Francisco Ramírez, quien fue asistente del argentino Ricardo La Volpe en el Mundial de Alemania 2006, siendo cesado en el 2014. 
Luis Fernando Suárez dirigió entre octubre de 2015 y enero de 2016, José Guadalupe Cruz entre febrero de 2016 y junio de 2016 
Gabriel Caballero dirigió entre junio de 2016 y mayo de 2017, Diego Ramírez Deschamps dirigió entre junio y noviembre de 2017. 
Paco Ramírez regresó a Dorados en julio de 2018, pero no obtuvo resultados favorables y en septiembre del mismo año se hizo oficial el cese de funciones de Ramírez. El club resolvió contratar al ex astro argentino Diego Maradona como nuevo entrenador del equipo, que milita en la Segunda División del fútbol mexicano. Las negociaciones fueron vertiginosas: el 5 de septiembre de 2018 le informaron del interés y comenzaron las conversaciones; al día siguiente, luego de varias reuniones en las que participó Matías Morla, su apoderado, la institución de Culiacán comunicó la contratación del astro en sus redes sociales, una decisión de gran impacto aunque polémica. Maradona consiguió que los Dorados finalizaran como subcampeones en los torneos Apertura 2018 y Clausura 2019. 
El 13 de junio de 2019 Maradona renunció a la dirección técnica de Dorados argumentando problemas de salud. El 17 de junio se nombró a José Guadalupe Cruz como entrenador, por lo que regresó al equipo después de su paso por la institución en 2016, sin embargo, la segunda etapa de Cruz finalizó en noviembre, cuando renunció al no conseguir el pase a la Liguilla para el club.

## Datos del club
- Torneos 1. Liga MX: 6
- Torneos 2. Ascenso MX: 24
- Participaciones En Copa MX: 12
- Campeones De Goleo :

 Sebastián Abreu (Torneo Apertura 2005 - Liga MX, 11 goles).
 Sebastián Abreu (Torneo Clausura 2006 - Liga MX, 11 goles).
 Sebastián Maz (Clausura 2009 - Ascenso MX, 15 goles).
 Roberto Nurse (Clausura 2015 - Ascenso MX, 10 goles).
 Raúl Zúñiga (Apertura 2021 - Liga de Expansión MX, 12 goles).

## Filiales
| Equipo      | División           |
| ----------- | ------------------ |
| Dorados "B" | 4.Segunda Serie B  |
| Dorados "C" | 5.Tercera División |